# Songo - La Maya
Songo - La Maya é uma cidade de Cuba pertencente à província de Santiago de Cuba.